# 洛維提爾曼 (亞利桑那州)
洛維提爾曼（英語：Lower Tillman）是位於美國亞利桑那州可可尼諾縣的一個非建制地區。該地的面積和人口皆未知。

## 地理
洛維提爾曼的座標為34°37′42″N 110°47′47″W / 34.62833°N 110.79639°W，而該地的平均海拔高度為1926米（即6319英尺）。